# Michelle Trachtenberg
Michelle Christine Trachtenberg (New York, 11 ottobre 1985 – New York, 26 febbraio 2025) è stata un'attrice e modella statunitense.

## Biografia

### Origini
Figlia di Lana, manager russa di origini ebraiche, e di Michael, tecnico delle fibre ottiche tedesco, è cresciuta a Sheepshead Bay a Brooklyn assieme a sua sorella maggiore Irene e ha frequentato la P.S. 99 Elementary School e la Bay Academy for the Arts and Sciences.

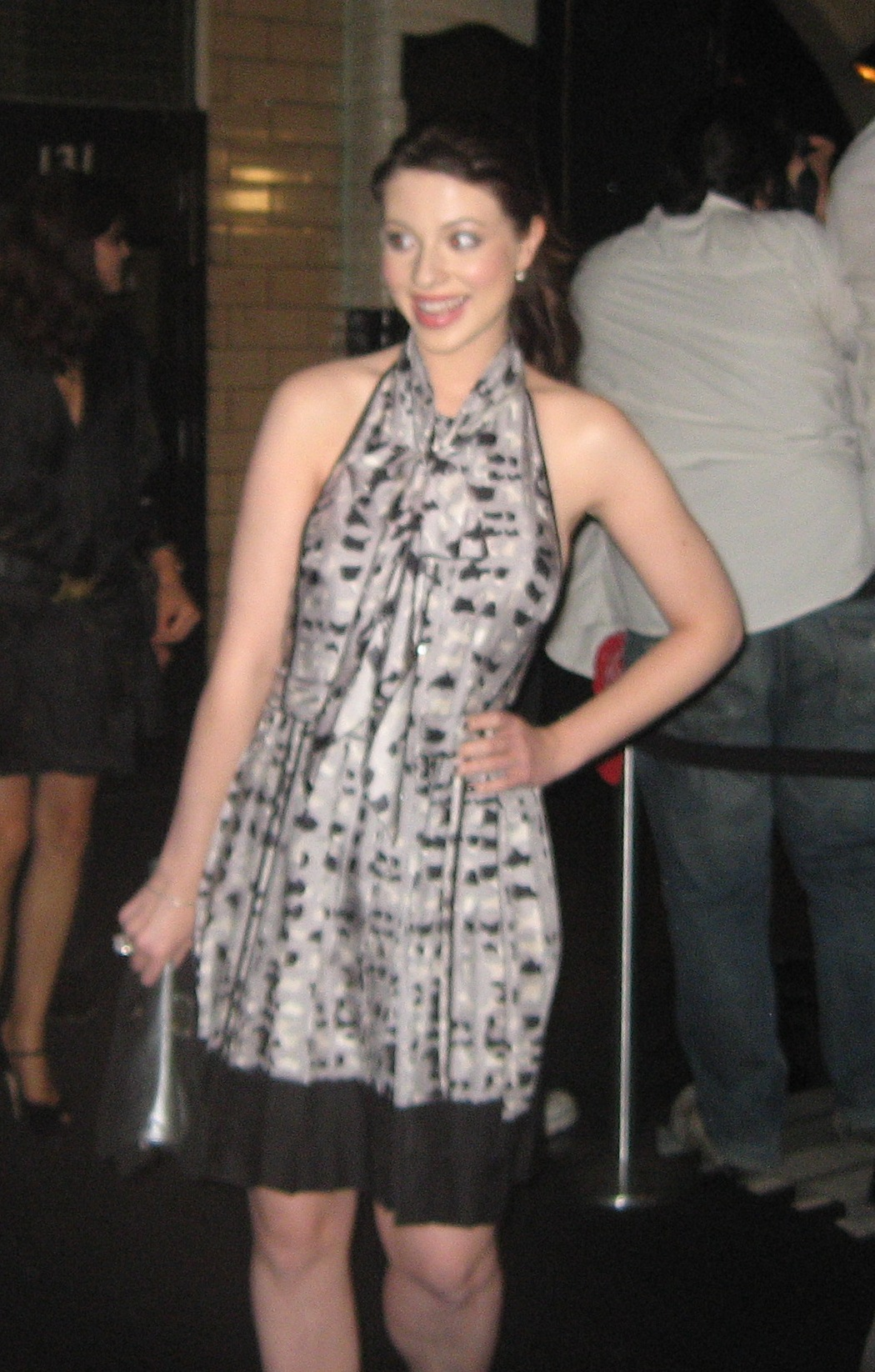
Michelle Trachtenberg nel 2007

### Carriera
Trachtenberg fa la sua prima apparizione televisiva in uno spot pubblicitario per un vecchio marchio americano di detergenti per il bucato (il detersivo Wisk) al quale seguirono centinaia di altri spot pubblicitari a partire da quelli del popolare negozio di giocattoli Kids 'R' Us. Lavora anche per altre importanti aziende, come Panasonic, Fuji, Kraft, Kleenex e Hoover. 
Il primo ruolo accreditato è nella serie televisiva di Nickelodeon The Adventures of Pete & Pete, dove interpreta Nona F. Mecklenberg dal 1994 al 1996; nello stesso periodo, recita nel ruolo di Lily Montgomery nella soap opera La valle dei pini. Il 1996 è anche l'anno del debutto cinematografico nel film Harriet, la spia, primo adattamento del libro Professione? Spia! di Louise Fitzhugh, nel quale interpreta la protagonista Harriet.
Nel 1997, oltre a trasferirsi a Los Angeles, recita nella serie televisiva Meego, che le fa vincere un Young Artist Award, mentre nel 1999 entra nel cast del film L'Ispettore Gadget nel ruolo di Penny. Nel 2000 compare nel film Un pezzo di paradiso e ottiene il ruolo di Dawn Summers in Buffy l'ammazzavampiri, che ricopre fino al 2003, anno nel quale la serie termina. Presenta anche la serie di Discovery Kids Truth or Scare dal 2001 al 2003. Nel 2004 prende parte al film EuroTrip, diretto da Jeff Schaffer, al fianco degli attori Scott Mechlowicz, Jacob Pitts e Travis Wester. Ha anche un ruolo nella serie televisiva Six Feet Under nel ruolo della popstar Celeste. A marzo 2005 ottiene il ruolo da protagonista nel film Disney Ice Princess - Un sogno sul ghiaccio con Kim Cattrall, Joan Cusack e Hayden Panettiere.
Nel 2006 compare come guest star nelle serie televisive Dr. House - Medical Division e Law & Order: Criminal Intent, e recita nel film Black Christmas - Un Natale rosso sangue. Fa anche alcune apparizioni nei video musicali di This Ain't a Scene, It's an Arms Race dei Fall Out Boy, Tired of Being Sorry dei Ringside, e Echo dei Trapt. Nel 2007 ottiene il ruolo della protagonista femminile in The Hill e interpreta Georgina Sparks in Gossip Girl, serie televisiva di The CW, tornando nelle stagioni successive. Nel 2009 entra nel cast della serie televisiva di NBC Mercy, che non viene però rinnovata per una seconda stagione. Prende parte, inoltre, al film 17 Again - Ritorno al liceo con Zac Efron e nel 2010 ha un piccolo ruolo nella commedia Poliziotti fuori - Due sbirri a piede libero.
Nel 2011 compare come guest star in tre episodi della serie Love Bites, nel ruolo di Jodie, e a giugno viene annunciata la sua partecipazione come guest star nella settima stagione di Weeds. Entra anche nel cast dei film Sexy Evil Genius e The Scribbler, entrambi in uscita nel 2013.

### Morte
Trachtenberg è stata trovata priva di vita dalla madre nel suo appartamento a Manhattan alle 8 del mattino del 26 febbraio 2025, all’età di 39 anni. La Trachtenberg, che era apparsa itterica in un post sui social media del 2024 in cui negava problemi di salute, aveva subito un trapianto di fegato poco prima della morte. Il 16 aprile 2025 sono state rese note le vere cause della morte, legate alle complicanze del diabete mellito.

## Filmografia

### Cinema
- Melissa, regia di Steve Binder (1995) - non accreditato
- Harriet, la spia (Harriet the Spy), regia di Bronwen Hughes (1996)
- Richie Rich e il desiderio di Natale (Richie Rich's Christmas Wish), regia di John Murlowski (1998)
- L'Ispettore Gadget (Inspector Gadget), regia di David Kellogg (1999)
- Un pezzo di paradiso (Can't Be Heaven), regia di Richard Friedman (2000)
- EuroTrip, regia di Jeff Schaffer (2004)
- Mysterious Skin, regia di Gregg Araki (2004)
- Ice Princess - Un sogno sul ghiaccio (Ice Princess), regia di Tim Fywell (2005)
- Beautiful Ohio, regia di Chad Lowe (2006)
- Black Christmas - Un Natale rosso sangue (Black Christmas), regia di Glen Morgan (2006)
- Controcorrente (Against the Current), regia di Peter Callahan (2009)
- 17 Again - Ritorno al liceo (17 Again), regia di Burr Steers (2009)
- Teenage Paparazzo, regia di Adrian Grenier (2010) - cameo[20]
- Poliziotti fuori - Due sbirri a piede libero (Cop Out), regia di Kevin Smith (2010)
- Take Me Home Tonight, regia di Michael Dowse (2011)
- Sexy Evil Genius, regia di Shawn Piller (2013)
- The Scribbler, regia di John Suits (2014)

### Televisione
- Law & Order - I due volti della giustizia (Law & Order) – serie TV, episodio 2x05 (1991) – non accreditata
- Clarissa (Clarissa Explains It All) – serie TV, episodio 4x12 (1993)
- La valle dei pini (All My Children) – serie TV, episodi sconosciuti (1993-1996)
- The Adventures of Pete & Pete – serie TV, 10 episodi (1994-1996)
- Dave's World – serie TV, episodio 4x02 (1996)
- Space Cases – serie TV, episodio 2x07 (1996)
- Appuntamento sotto l'albero (Christmas in My Hometown), regia di Jerry London – film TV (1996)
- Meego – serie TV, 13 episodi (1997)
- Guys Like Us – serie TV, episodio 1x03 (1998)
- La scelta di Charlie (A Father's Choice), regia di Christopher Cain – film TV (2000)
- Buffy l'ammazzavampiri (Buffy the Vampire Slayer) – serie TV, 66 episodi (2000-2003) – Dawn Summers
- Six Feet Under – serie TV, 4 episodi (2004)
- Il pontile di Clausen (The Dive from Clausen's Pier), regia di Harry Winer – film TV (2005)
- Dr. House - Medical Division (House, M.D.) – serie TV, episodio 2x16 (2006)
- Law & Order: Criminal Intent – serie TV, episodio 6x10 (2006)
- The Hill, regia di Andy Ackerman – episodio pilota scartato (2007)
- Un trofeo per Kylie (The Circuit), regia di Peter Werner – film TV (2008)
- Gossip Girl – serie TV, 27 episodi (2008-2012) – Georgina Sparks
- Mercy – serie TV, 22 episodi (2009-2010)
- Love Bites – serie TV, episodi 1x02-1x03-1x08 (2011)
- Untitled Peter Knight Comedy Project, regia di Neil Patrick Harris – episodio pilota scartato (2011)
- Weeds – serie TV, 5 episodi (2011)
- Criminal Minds – serie TV, episodio 8x12 (2013)
- Killing Kennedy, regia di Ridley Scott – film TV (2013)
- NCIS: Los Angeles – serie TV, episodio 5x12 (2013)
- Save the Date, regia di Pamela Fryman – episodio pilota scartato (2014)
- Sleepy Hollow – serie TV, episodio 2x13 (2015)
- Guidance - serie web, 6 episodi (2015)
- Un regalo per Natale (The Christmas Gift), regia di Fred Olen Ray - film TV (2015)
- Sister Cities, regia di Sean Hanish - film TV (2016)
- Gossip Girl – serie TV, episodi 2x06-2x07 (2022-2023)

### Doppiatrice
- Robot Chicken - serie TV, 6 episodi (2006-2007; 2011-2012; 2018)
- Dragonlance: Dragons of Autumn Twilight - videogioco (2008)
- Super Hero Squad Show - serie TV, 1x15-1x16 (2009)
- DC Showcase: Jonah Hex, regia di Joaquim Dos Santos (2010)
- DC Showcase Original Shorts Collection, regia di Joaquim Dos Santos (2010)
- Superman/Shazam!: The Return of Black Adam, regia di Joaquim Dos Santos (2010)
- SuperMansion - serie TV, episodio 1x07 (2015)
- Human Kind Of - serie TV, 21 episodi (2018)
- Professione spia (Harriet the Spy) - serie TV, episodio 2x09 (2023)

## Riconoscimenti
- 1997 - Young Artist Awards
  - Vinto - Best Performance in a Feature Film - Leading Young Actress per Harriet, la spia
- 1998 - Young Artist Awards
  - Vinto - Best Performance in a TV Comedy Series - Supporting Young Actress per Meego
- 2000 - Young Artist Awards
  - Nomination - Best Performance in a Feature Film - Supporting Young Actress per Inspector Gadget
- 2000 - Young Star Awards
  - Nomination - Best Young Actress/Performance in a Motion Picture Comedy per Inspector Gadget
- 2001 - Young Artist Awards
  - Vinto - Best Performance in a TV Drama Series - Supporting Young Actress per Buffy l'ammazzavampiri
- 2001 - Teen Choice Awards
  - Nomination - TV - Choice Sidekick per Buffy l'ammazzavampiri
- 2001 - Saturn Award
  - Nomination - Best Supporting Actress on Television per Buffy l'ammazzavampiri
- 2002 - Young Artist Awards
  - Nomination - Best Performance in a TV Comedy Series - Guest Starring Young Actress per Mad TV
  - Nomination - Best Performance in a TV Comedy Series - Leading Young Actress per Truth or Scare
- 2002 - Saturn Award
  - Nomination - Best Supporting Actress in a Television Series per Buffy l'ammazzavampiri
- 2003 - Saturn Award
  - Nomination - Best Supporting Actress in a Television Series per Buffy l'ammazzavampiri
- 2004 - Daytime Emmy Awards
  - Nomination - Outstanding Performer in a Children's Series per Truth or Scare
- 2006 - Teen Film/TV Series International Awards
  - Vinto - Best Film Actress: Lead Role per Ice Princess - Un sogno sul ghiaccio
  - Vinto - Best Comedy Actress or Drama Lead Role per Ice Princess - Un sogno sul ghiaccio
  - Vinto - Best Couple (insieme a Trevor Blumas) per Ice Princess - Un sogno sul ghiaccio
- 2007 - Sarasota Film Festival
  - Vinto - Special Jury Prize: Breakthrough Performer per Beautiful Ohio

## Doppiatrici italiane
Nelle versioni in italiano delle opere in cui ha recitato, Michelle Trachtenberg è stata doppiata da:
- Alessia Amendola in Ice Princess - Un sogno sul ghiaccio, Un trofeo per Kylie, 17 Again - Ritorno al liceo, Poliziotti fuori - Due sbirri a piede libero, Weeds, Criminal Minds
- Emanuela D'Amico in Buffy l'ammazzavampiri, Gossip Girl (2007), Gossip Girl (2021)
- Letizia Scifoni in Controcorrente, Mercy, Killing Kennedy
- Letizia Ciampa in Appuntamento sotto l'albero, Un pezzo di paradiso
- Perla Liberatori in Harriet, la spia, Inspector Gadget
- Valentina Mari in La scelta di Charlie, Mysterious Skin
- Gilberta Crispino in Black Christmas - Un Natale rosso sangue, Take Me Home Tonight
- Domitilla D'Amico in EuroTrip
- Gemma Donati in Meego
- Evita Zappadu in Six Feet Under
- Elisabetta Spinelli ne Il pontile di Clausen
- Ilaria Latini in Dr. House - Medical Division
- Chiara Gioncardi in NCIS: Los Angeles